# Пресвето сърце Исусово (Солун)
„Пресвето сърце Исусово“ (на гръцки: Παρεκκλήσιο Ιεράς Καρδίας του Ιησού) е католическа църква от латински обред в македонския град Солун, Гърция, храм на Солунския апостолически викариат на Римокатолическата църква.

## История
Сградата е разположена в южния квартал Пиргите, край булевард „Василиса Олга“. Близо е до Шато Мон Боньор. Издигната е в 1903 година.